# Victoria Highway
De Victoria Highway is een weg in Australië die de Great Northern Highway in West-Australië met de Stuart Highway in het Noordelijk Territorium verbindt. De weg is als National Highway 1 gemarkeerd en maakt deel uit van de National Highway (het gedeelte Darwin-Perth). De weg heeft een lengte van 555 kilometer, waarvan 470 kilometer in het Noordelijk Territorium. Op sommige stukken loopt de weg parallel met de rivier de Victoria, waaraan de weg zijn naam ontleent.
De weg bestond oorspronkelijk uit een aantal paden die in 1950 van gravel werden voorzien om de vleesindustrie te ondersteunen. In de jaren '60 werd de weg verbeterd, tegelijk met de ontwikkeling van het Ord Irrigatieschema nabij Kununurra. Hierdoor werd het mogelijk om road trains toe te laten. In 1974 werd de weg onderdeel van de National Highway en werd in de jaren '90 volledig geasfalteerd.
De weg kruist de Victoria rivier nabij Timber Creek, een kruising die bekend is van de overstromingen in het regenseizoen. Dit kan de hoofdroute tussen West-Australië en het Noordelijk Territorium blokkeren. Het komt voor dat het oppervlak van de brug meer dan 10 meter onder water ligt.